# Liste der Kulturdenkmäler in Lörzweiler
In der Liste der Kulturdenkmäler in Lörzweiler sind alle Kulturdenkmäler der rheinland-pfälzischen Ortsgemeinde Lörzweiler aufgeführt. Grundlage ist die Denkmalliste des Landes Rheinland-Pfalz (Stand: 3. April 2024).

## Einzeldenkmäler
| Bezeichnung                         | Lage                                       | Baujahr                     | Beschreibung | Bild                           |
| ----------------------------------- | ------------------------------------------ | --------------------------- | --- | ------------------------------ |
| Ahrkreuz                            | Am Kreuz, bei Nr. 5 Lage                   | 1756                        | Wegekreuz, spätbarocker Sandsteinsockel, 1756; Kreuz und Korpus neu | Fotos hochladen                |
| Hofanlage                           | Bahnhofstraße 1 Lage                       | 19. Jahrhundert             | stattlicher Vierseithof, 19. Jahrhundert; nachbarocker Krüppelwalmdachbau, teilweise Fachwerk (verputzt), wohl vom Anfang 19. des Jahrhunderts | Fotos hochladen                |
| Hofanlage                           | Königstuhlstraße 13 Lage                   | um 1700                     | Hakenhof; Wohnhaus, teilweise Zierfachwerk, um 1700, Hoftor 19. Jahrhundert | Fotos hochladen                |
| Röstkreuz                           | Königstuhlstraße, bei Nr. 57 Lage          | 1768                        | barockes Gelbsandstein-Wegekreuz, 1768 | Fotos hochladen                |
| Spolie                              | Rheinstraße, in Nr. 1 Lage                 | 1762                        | stelenförmiger Wappenstein, bezeichnet 1762 | Fotos hochladen                |
| Katholische Pfarrkirche St. Michael | Rheinstraße 7 Lage                         | 1790                        | spätbarocker Saalbau, bezeichnet 1790, Süderweiterung 1968–72 | Fotos hochladen                |
| Grabmäler                           | Rheinstraße, bei Nr. 7 Lage                | ab dem 18. Jahrhundert      | auf dem Alten Friedhof - Sockel des Friedhofskreuzes, bezeichnet 1791 - Grabmal Wilhelm von Oppell († 1814): Eichenstumpf - Grabmal Anna Maria Laux († 1850): mit vegetabiler Bekrönung - Grabmal Friedrich Lickroth († 1867): rankengeschmückter Giebel - Fragmente barocker Kreuze - Pietà-Relief, 18. Jahrhundert         | weitere Bilder Fotos hochladen |
| Spolie                              | Schloßstraße, an Nr. 32 Lage               | späteres 18. Jahrhundert    | Wappenstein der Freiherren von Hettersdorf, späteres 18. Jahrhundert | Fotos hochladen                |
| Spolie                              | Schloßstraße, an Nr. 34 Lage               | 1767                        | reliefierte Rokoko-Kartusche, bezeichnet 1767 | Fotos hochladen                |
| Brunnen und Keller                  | Schloßstraße, hinter Nr. 34 Lage           | Anfang des 17. Jahrhunderts | zwei Brunnen und tonnengewölbter Keller, Anfang des 17. Jahrhunderts | BW                             |
| Schloss Lörzweiler                  | Schloßstraße 36/38 Lage                    | 1604                        | Ostflügel des Renaissancebaus, bezeichnet 1604; Bruchsteinscheune, 19. Jahrhundert; Keller mit Preußischer Kappendecke, wohl um 1900 | Fotos hochladen                |
| Friedhofskreuz und Grabmäler        | Schloßstraße 52, auf dem Friedhof Lage     | 1850                        | rechteckiges Areal mit hundertjährigen Kastanien, 1850 eröffnet - neugotisches Friedhofskreuz, bezeichnet 1907 - anonymes Grabmal: Säulenarkade mit Madonnafigur, um 1910/20 - Grabmal Familie Matthias Kremer I. († 1943) und Karl Kirch († 1979): Schauwand mit galvanoplastischem Relief des Auferstandenen, 1930er Jahre | weitere Bilder Fotos hochladen |
| Wasserbehälter                      | nördlich des Ortes; Flur Hohberg Lage      | 1904                        | kubischer Jugendstiltypenbau mit Zinnenkranz, bezeichnet 1904, Architekt Wilhelm Lenz, Mainz | weitere Bilder Fotos hochladen |
| Sühnekreuz                          | südwestlich des Ortes; Flur Zu Kreuze Lage | 15. Jahrhundert             | Feldkreuz, Rotsandstein, wohl aus dem 15. Jahrhundert | Fotos hochladen                |